# Atletica leggera ai Giochi della XXVII Olimpiade - 800 metri piani maschili

Video della Finale

Gli 800 metri piani hanno fatto parte del programma di atletica leggera maschile ai Giochi della XXVII Olimpiade. La competizione si è svolta nei giorni 23-27 settembre 2000 allo Stadio Olimpico di Sydney.

## Presenze ed assenze dei campioni in carica
| Competizione         | Atleta          | Prestazione | Sydney 2000 |
| -------------------- | --------------- | ----------- | ----------- |
| Olimpiadi 1996       | Vebjørn Rodal   | 1'42”58     | Presente    |
| Commonwealth 1998    | Japheth Kimutai | 1'43”82     | Presente    |
| Goodwill Games 1998  | Patrick Ndururi | 1'45”30     | Non qual.   |
| Europei 1998         | Nils Schumann   | 1'44”89     | Presente    |
| Coppa del mondo 1998 | Nils Schumann   | 1'48”66     | Presente    |
| Asiatici 1998        | Lee Jin-il      | 1'46”56     | Assente     |
| Panamericani 1999    | Johnny Gray     | 1'45”38     | Assente     |
| Africani 1999        | Japheth Kimutai | 1'44”91     | Presente    |
| Mondiali 1999        | Wilson Kipketer | 1'43”30     | Presente    |
|                      |                 |             |             |
| Mondiali junior 1996 | Joseph Mutua    | 1'48”21     | Presente    |

## La gara
Le speranze dell'Italia sono riposte su Andrea Longo, capace di correre in 1'43"74, record italiano con cronometraggio elettrico. Il padovano vince la sua batteria battendo Vebjørn Rodal, campione olimpico uscente. In semifinale giunge secondo (1'44"49), battuto da Wilson Kipketer (1'44"22). Le altre due semifinali sono vinte dal tedesco Nils Schumann (stesso tempo di Kipketer) e dall'algerino Djabir Saïd-Guerni (1'44"19). Rodal esce inaspettatamente arrivando settimo nella semifinale vinta da Schumann.

Le semifinali hanno prodotto ben otto tempi sotto 1'45", con parziali ai 400 metri tra 49"5 e 50"6.

Il giovane russo Jurij Borzakovskij ha stabilito il nuovo record europeo junior nella seconda semifinale con 1'44"33.
Il favorito per la finale è Wilson Kipketer, tutti gli occhi sono su di lui.

Forse ci si aspetta che Kipketer martelli il ritmo, invece il danese sta alla finestra. Ne esce una gara inaspettatamente lenta (53"43 ai 400 metri). Durante il primo giro conducono lo svizzero Bucher e Andrea Longo. Ci sono sgomitate tra i due e Bucher finisce momentaneamente fuori pista.

Ai 600 metri il ritmo si infiamma, ma il gruppo è ancora compatto. Tutti si lanciano, quindi c'è chi deve sporgersi molto all'esterno. Il caso vuole che Kipketer e Saïd-Guerni trovino spazio solo in quarta e quinta fila, compromettendo così la propria gara.

Invece Schumann trova un varco vicino alla corda e lancia lo sprint giusto che lo porta per primo al traguardo.

Longo non riesce a cambiare passo e si fa superare prima da Bucher e poi da Schumann.

I primi cinque sono separati da soli 32 centesimi.

Dopo la gara Longo sarà squalificato per comportamento scorretto nei confronti di Bucher.
Per la Germania è il primo oro olimpico in assoluto sugli 800 metri.

## Risultati

### Turni eliminatori
| 8 Batterie   | 23 settembre | 46 partenti   | Si qualificano i primi 2 + gli 8 migliori tempi.   |
| 3 Semifinali | 25 settembre | 8 + 8 +8      | Si qualificano i primi 2 più i due migliori tempi. |
| Finale       | 27 settembre | 8 concorrenti |                                                    |

### Finale
| Primatista mondiale        | 1'41"11 | Wilson Kipketer | Presente |
| Primatista mond.le stag.le | 1'43"12 | Andrè Bucher    | Presente |

1. ↑  Record stabilito nel 1997.
2. ↑  Stabilito il 5 luglio.

Stadio Olimpico, mercoledì 27 settembre, ore 20:20.
| Pos | Paese     | Atleta             | Tempo        |
| --- | --------- | ------------------ | ------------ |
|     | Germania  | Nils Schumann      | 1'45"08      |
|     | Danimarca | Wilson Kipketer    | 1'45"14      |
|     | Algeria   | Djabir Saïd-Guerni | 1'45"16      |
| 4   | Sudafrica | Hezekiél Sepeng    | 1'45"29      |
| 5   | Svizzera  | André Bucher       | 1'45"40      |
| 6   | Russia    | Jurij Borzakovskij | 1'45"83      |
| 7   | Botswana  | Glody Dube         | 1'46"24      |
|     | Italia    | Andrea Longo       | Squalificato |